# 제바스티안 페텔
세바스티안 페텔(독일어: Sebastian Vettel, 독일어 발음: [zeˈbasti̯a(ː)n ˈfɛtl̩] ( 듣기), 1987년 7월 3일 ~ )은 포뮬러 원에서 활동한 독일의 자동차 경주 선수이다. 2007년부터 2022년까지 BMW 자우버, 토로 로소, 레드불 레이싱, 페라리와 애스턴 마틴을 거치며 출전했다. 레드불 레이싱에서 2010년부터 2013년까지 4년 연속 포뮬러 원 월드 챔피언을 달성하여 역대 최연소 월드 챔피언을 기록하였으며, 그랑프리 53회 우승으로 최다승 4위, 122회로 포디엄 피니시 3위, 57회로 폴 포지션 4위를 기록했다.
페텔은 2006년부터 BMW 자우버의 테스트 드라이버로 활동하다, 2007년 시즌 도중 부상을 입은 로버트 쿠비카를 대신하여 미국 그랑프리에서 데뷔전을 치렀다. 출전과 함께 그랑프리에 참가한 최연소 드라이버(만 19세 53일) 기록을 경신한 그는 8위를 차지하여 포인트를 획득한 최연소 드라이버 기록도 함께 세웠다. 이후 그는 스쿠데리아 토로 로소로 팀을 옮겨, 2008년 이탈리아 그랑프리 우승을 통해 최연소 폴 포지션 기록(만 21세 72일)과 최연소 그랑프리 우승 기록(만 21세 73일)을 경신한다. 이 기록은 그가 당시 소속되어 있던 토로로쏘 팀과 그 전신 미나르디를 통틀어 최초의 폴 포지션, 최초의 그랑프리 우승이기도 하며, 최연소 그랑프리 우승 기록은 이후 2016년 스페인 그랑프리에서 18세에 우승한 막스 페르스타펀에게 깨지기 전까지 유지되었다.
그는 이듬해인 2009년 레드불 레이싱으로 팀을 옮겨 2009년 드라이버 챔피언십 2위를 차지했다. 2010년에는 시즌 막판까지 치열한 경쟁을 벌이다 시즌 최종전인 아부다비 그랑프리에서 드라이버 챔피언십 우승을 차지했다. 더불어 최연소 드라이버 챔피언십 우승 기록(만 23세 135일, 전 기록 루이스 해밀턴) 또한 경신했다.
페텔은 이외에도 많은 최연소 포뮬러 원 기록을 갖고 있다. 그 중에는: 그랑프리의 공식 연습 세션에 참가한 최연소 드라이버, 챔피언십 포인트를 획득한 최연소 드라이버, 레이스에서 선두에 선 최연소 드라이버, 폴 포지션을 획득한 최연소 드라이버, 레이스에서 우승한 최연소 드라이버 가 있다.

## 경력

### 주니어 시리즈

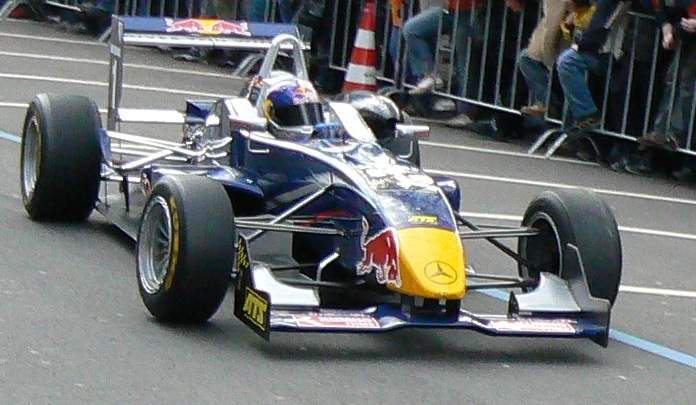
페텔이 2006년 자신의 포뮬러 쓰리 유로 시리즈 머신을 선보이고 있다.

페텔은 1995년에 카트로 레이싱을 시작했다. 그리고 2001년에 주니어 모나코 카트 컵과 같은 많은 타이틀에서 우승했다. 2003년, 페텔은 오픈-휠 카로 업그레이드 했고 2004 독일 포뮬러 BMW 챔피언십에서 20 경기에서 18 번의 우승을 거두며 타이틀을 차지했다.
2005년 페텔은 포뮬러 쓰리 유로시리즈에서 ASL 뮈케 모터스포츠 팀으로 참가하였다. 페텔은 64포인트로 총 5위의 자리에 오르며 한 해의 가장 뛰어난 루키상을 수상했다. 그리고 9월 27일 포뮬러 BMW에서의 성공으로 윌리암스 FW27로 포뮬러 원 머신 테스트를 받았다. 그리고 이후 BMW 자우버팀의 테스트 드라이버가 된다.
페텔은 2006년 포뮬러 쓰리 유로시리즈에서 시리즈 선두 팀메이트 폴 디 레스타(Paul di Resta)에 이어 2위로 시리즈를 마쳤다. 페텔은 또한 미사노 서킷(Misano Circuit)에서 월드 시리즈 바이 르노에 데뷔해 패스토 말도나도(Pastor Maldonado)가 실격된 틈을 타 우승한다. 그러나 스파 프랑코샴 서킷(Spa-Francorchamps)에서 열린 다음 라운드 경기에서 사고로 날아온 데브리에 의해 손가락이 거의 잘려나갈 뻔 한 사고를 겪게 된다. 그리고 페텔은 몇 주간 레이스를 치루지 못할 상황이었다. 그럼에도 불구하고, 페텔은 그 다음 주말에 열린 잔드보르트에서 열린 얼티미트 마스터즈 F3 대회에 참가해, 6위에 올랐다. 뿐만 아니라 세 번째로 빠른 패스티스트 랩 타임을 기록해 ASM의 팀 보스인 프레드릭 바쉐(Frédéric Vasseur)를 놀라게 했다. 바쉐는 “이번 주가 시작했을 때 나는 페텔이 달리지 못할 것이라고 확신했기 때문에 굉장히 놀랐다. 하지만 페텔은 첫 연습 세션부터 좋은 모습을 보여줬다. 나는 그의 100%를 상상도 할 수 없다. 분명한 것은 우리는 다음 주말 뉘르부르크링에서 열리는 F3 유로시리즈 다음 라운드에서 경쟁력이 있을 거라는 점이다. 그게 중요한 점이다.”
페텔은 2007년 월드 시리즈 바이 르노에 참가하여 뉘르부르크링 서킷(Nürburgring)에서 첫 우승을 한다. 페텔은 포뮬러 원으로 올라갔을 때 챔피언십에 선두에 서 있었다. 페텔이 떠난 자리는 미하엘 아메르뮐러(Michael Ammermüller)가 차지했다.

## 포뮬러 원

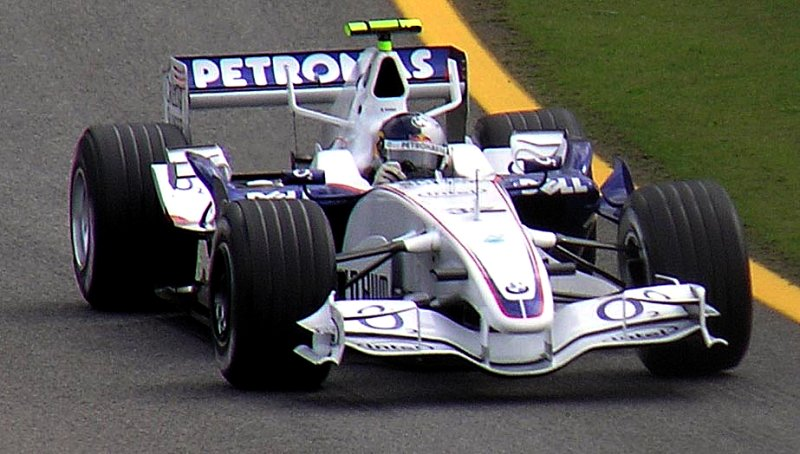
2006년 브라질 그랑프리 연습 세션의 페텔.

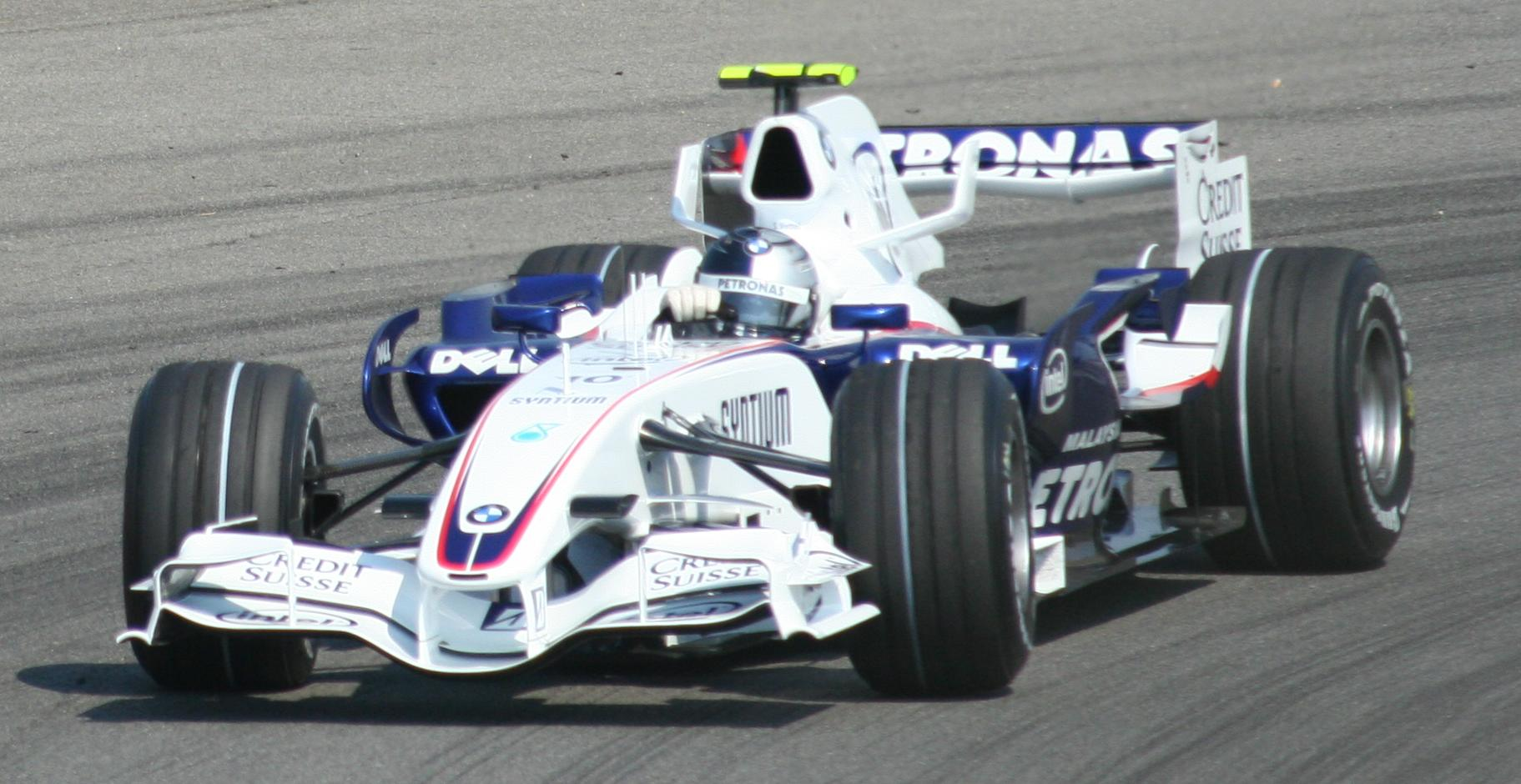
페텔은 BMW 자우버팀으로 2007년 미국 그랑프리에서 포뮬러 원 데뷔를 했다.

### BMW 자우버 (2006–2007)

#### 2006
페텔은 2006년 터키 그랑프리에서 BMW 자우버의 세 번째 드라이버가 되었다. 전 세 번째 드라이버인 로버트 쿠비차가 2006년 헝가리 그랑프리에서 자크 빌뇌브를 대신하여 올라간 자리를 차지했다.
그의 테스트 데뷔에서 페텔은 금요일 연습 세션에서 패스티스트 타임을 수립했다. 두 번째 테스트 세션인 이탈리아에서 페텔은 금요일 두 번의 연습 세션에서 모두 패스티스트 타임을 기록했고, 레이스에서 모든 BMW 머신들은 빨랐으며 페텔의 전임자인 쿠비차는 레이스에서 포디움에 올랐다.

#### 2007
페텔은 2007년 BMW의 테스트 드라이버로 확정되었다. 캐나다에서 발생한 BMW 정규 드라이버 쿠비차의 심각한 사고로, 페텔은 미국 그랑프리에서 쿠비차를 대신했다. 페텔은 당시 리드하고 있던 포뮬러 르노 시리즈에서 빠지게 되었다. 페텔은 7 그리드에서 레이스를 시작했다. 그리고 8위로 경기를 마치며 생애 첫 월드 챔피언십 포인트를 획득하였고, 당시 나이 19세 349일로 월드 챔피언십 포인트를 획득한 가장 어린 드라이버가 되었다. 이 전 최연소 기록은 20세 67일로 2000년 브라질 그랑프리에서 세운 젠슨 버튼이 갖고 있었다.

### 토로로쏘(2007–2008)

#### 2007
2007년 7월 31일, BMW는 페텔이 레드불의 스쿠데리아 토로로쏘팀으로 옮긴다고 발표했다. 페텔은 스캇 스피드(Scott Speed)를 대신해 2007년 헝가리 그랑프리부터 시트를 차지했다. 페텔은 토로로쏘에서 시즌 마지막까지 약 16만 5천 달러를 벌었다. 레이스 전에 페텔이 2008년시즌에도 토로로쏘와 함께 할 것이라고 발표가 되었다. 팀메이트는 제바스티안 부르데(Sébastien Bourdais)였다.

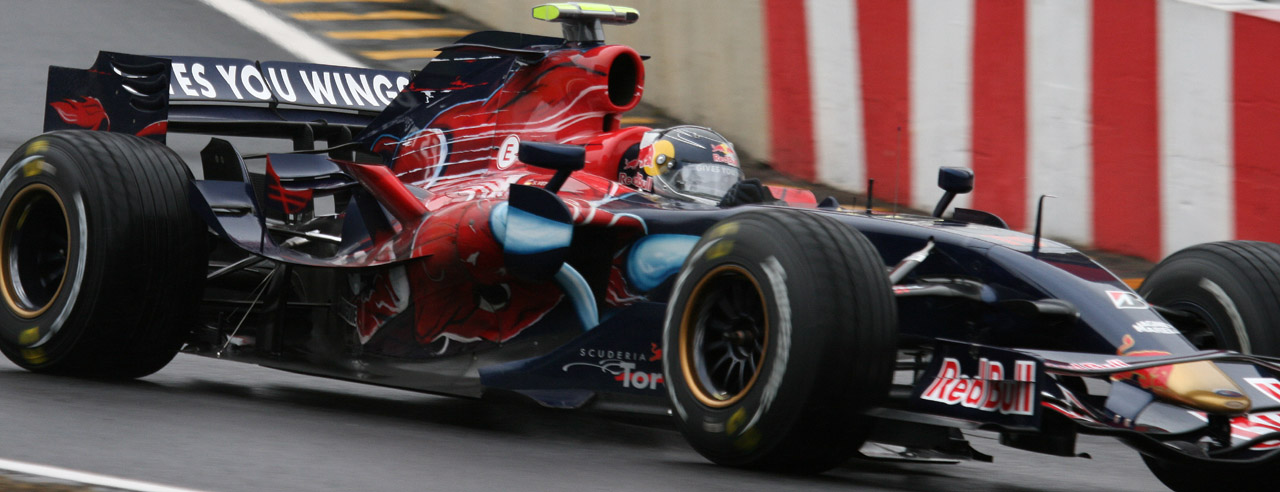
2007년 브라질 그랑프리에서 토로로쏘 STR2를 탄 페텔

페텔은 처음 두 레이스에서 치과 치료를 하며 어려움을 겪었다. 그러나 토로로쏘에서 다섯 번째와 여섯 번째 경주에서는 인상 깊은 드라이빙을 하였다. 페텔이 오기 전 토로로쏘는 2007년 시즌에 14위 아래에 위치하고 있었다. 후지 스피드웨이에서 열린 일본 그랑프리는 비와 함께 시작했다. 페텔은 루이스 해밀턴과 레드불의 마크 웨버에 이어 3위까지 치고 올라갔다. 그리고 페텔 자신 뿐 아니라 토로로쏘에게도 첫 포디움 피니시를 가져다 주는 듯 하였다. 그러나 페텔은 세이프티 카 상황에서 웨버와 추돌하여 두 드라이버가 모두 레이스를 끝까지 마치지 못했다. 웨버는 ITV 리포터인 루이스 굿맨 (Louise Goodman)에게 “이 어린애는 경험이 충분하지 못하다. 잘 해놓고 마지막에 다 망쳐버린다(It's kids isn't it... kids with not enough experience – they do a good job and then they fuck it all up)”라고 이야기했다. 웨버는 또 특히 루이스 해밀턴의 사고를 불러오는 불규칙적인 움직임에 대해 크게 비판했다. 세이프티카 뒤에서 그의 위험한 행동을 ‘빌어먹을(Shit)’이라고 표현했다. 페텔은 다음 레이스에서 10 그리드 페널티를 받았으나 유투브에 올라온 관중의 비디오에서 세이프티 카 뒤의 해밀턴의 움직임에 의해 일어난 것이 확인되어 취소되었다. 페텔은 한 주 뒤에 열린 중국 그랑프리에서 17 그리드에서 레이스를 시작해 4위로 마치면서 최고의 기록을 올린다. 페텔은 5 포인트를 모으면서 자신과 토로로쏘 모두 에게 최고의 레이스 결과를 만들어 냈다.
레드불의 주인인 디트리히 마테시츠(Dietrich Mateschitz)는 페텔이 포뮬러 원의 대스타가 될 것이라고 그의 믿음을 말했다. “페텔은 비범한 가능성을 가진 젊은이이다. […] 그는 빠르며 지능적이고 기술적인 면에도 관심이 깊다.”

#### 2008
2008년 시즌의 네 번의 레이스 후, 페텔은 단 한 레이스도 마치지 못한 유일한 드라이버였다. 심지어 세 번의 레이스에서는 첫 랩에서 리타이어 했다. 이 세 번의 경우 모두, 페텔은 다른 드라이버가 일으킨 사고에 휘말렸고, 다른 한 번은 엔진 문제였다. 그러나 터키에서 열린 다섯 번째 라운드에서 페텔은 마침내 체커기를 받았다. 퀄리파잉에서 14위를 기록하고 오프닝 랩에서 타이어에 펑쳐가 나는 어려움 끝에 17위로 들어왔다. 다음 레이스인 모나코에서 페텔은 17 그리드에서 시작해5위로 들어오며 시즌 첫 포인트를 획득했다. 페텔은 캐나다에서 피트레인에서 스타트한 후 마지막 몇 랩을 남기고 마지막 포인트를 두고 헤이키 코발라이넨과 배틀 끝에 또 다시 포인트를 올렸다.
페텔은 프랑스에서 12위로 레이스를 마쳤다. 그리고 영국에서는 웻 컨디션 경기에서 데이비드 쿨싸드와 스친 후 빗길에 미끄러져 쿨싸드와 함께 그레블에 갇히면서 리타이어했다. 페텔은 독일에서 알론소를 막고, 야노 트룰리에게 8위를 지켜내며 또 다시 포인트를 획득했다. 페텔은 헝가리에서는 첫 피트스탑 이후 엔진 과열로 리타이어하게 되었다. 유럽에서는 첫 번째 연습 세션과 두 번째 퀄리파잉 세션에서 가장 빠르게 달리며 많은 사람들을 놀라게 했다. 페텔은 6 그리드에서 레이스를 시작해 야노 트룰리에게 2초 뒤진 6위로 레이스를 마무리했다.

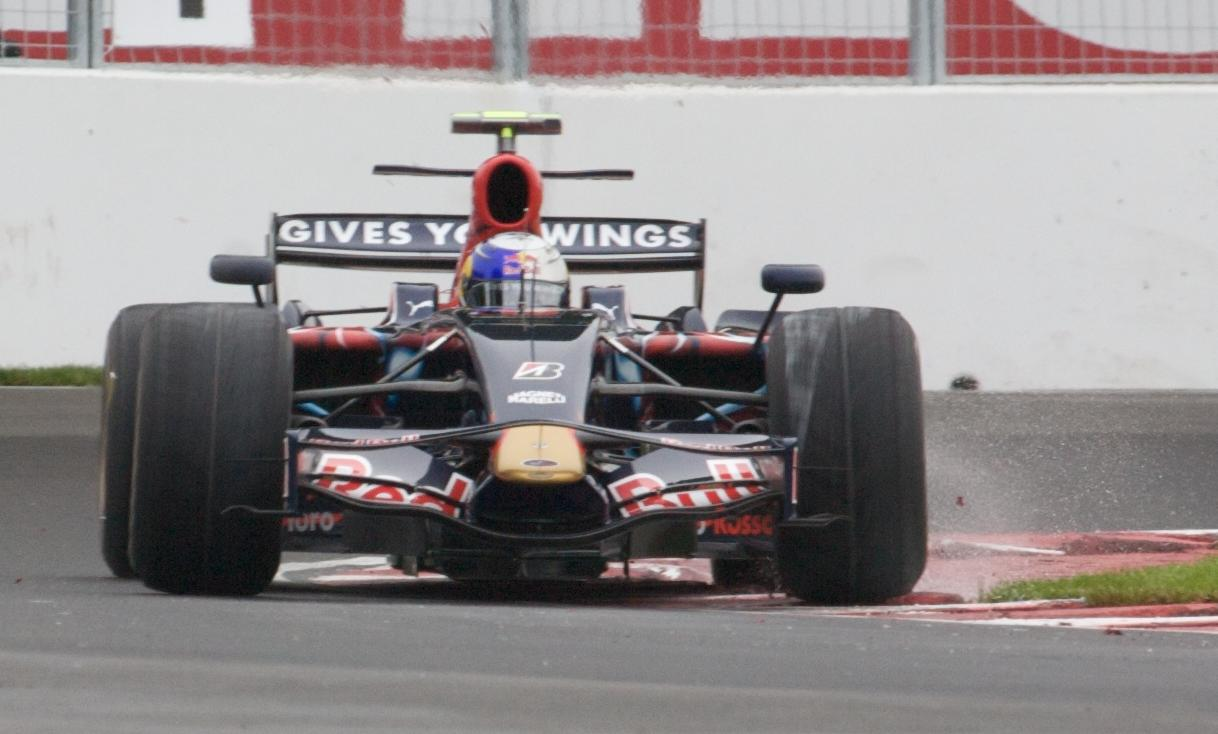
2008년 캐나다 그랑프리에서 토로로쏘팀으로 출전한 페텔

이탈리아 그랑프리에서 페텔은 포뮬러 원 그랑프리에서 우승한 최연소 드라이버가 되었다. 21세 74일의 나이로 페텔은 페르난도 알론소가 비오는 몬짜에서 세운2003년 헝가리 그랑프리에서 세운 기록을 317일 차로 깼다.
 페텔은 그랑프리 전반을 리드했으며 맥라렌의 헤이키 코발라이넨보다 12.5초 앞서서 결승선을 통과했다. 이것이 토로로쏘의 첫 번째 포디움이자 우승이었다. 이 주말에 페텔은 Q2와 Q3에서 가장 빠른 시간을 기록하며 이미 최연소 폴시터가 되었다. 그리고 그의 우승은 최연소 포디움 피니시라는 기록도 가져다 주었다. 토로로쏘 팀 보스인 게하르트 베르거(Gerhard Berger)는 “페텔이 오늘 증명한 것처럼 그는 레이스에서 이길 수 있다. 그리고 월드 챔피언이 될 것이다. 멋진 녀석이다”라고 말했다. 해밀턴은 이 우승이 “그가 얼마나 잘하는 지”를 보여준다고 말하며 이 독일 드라이버를 칭찬했다. 승리의 본질과 21살의 신출내기의 이야기는 독일 미디어가 페텔을 “베이비 슈미(baby Schumi)”로 이름짓게 하였다. 페텔 자신은 결과가 가져온 기대, 특히 일곱 번이나 월드 챔피언에 오른 드라이버와의 비교에 대해 재빨리 축소시키려고 했지만 말이다. “미하엘 슈마허와 나를 비교하는 것은 좀 말도 안된다… 일반적인 조건에서 그의 업적을 되풀이 하는 것은 매우 어려운 일이다.” 페텔은 싱가포르에서 5위를 기록했다. 일본에서는 페텔은 일곱 번째로 결승선을 통과한 후 팀메이트인 부르데가 펠리페 마사와의 충돌로 페널티를 받은 후 6위에 올랐다.
브라질 그랑프리에서 원 스탑 전략으로 레이스의 대부분을 2위로 달린 후 페텔은 비 속에서 마지막 2 랩에서 루이스 해밀턴을 재치며 5위에 오르며 시즌의 클라이막스에 재미를 더했다. 페텔은 맥라렌 드라이버의 챔피언십을 거의 막는 듯 싶었으나 티모 글록이 비가 굵어지면서 드라이 타이어로 고생하며 마지막 랩에서 극적으로 느려져 페텔과 해밀턴 모두 그를 추월할 수 있었고, 해밀턴은 챔피언십 타이틀을 얻었으며 페텔은 4위를 기록했다.
이 시즌 후 페텔은 오토스포츠의 올해의 루키로 선정되었다.

### 레드불 레이싱 (2009-2014)

#### 2009

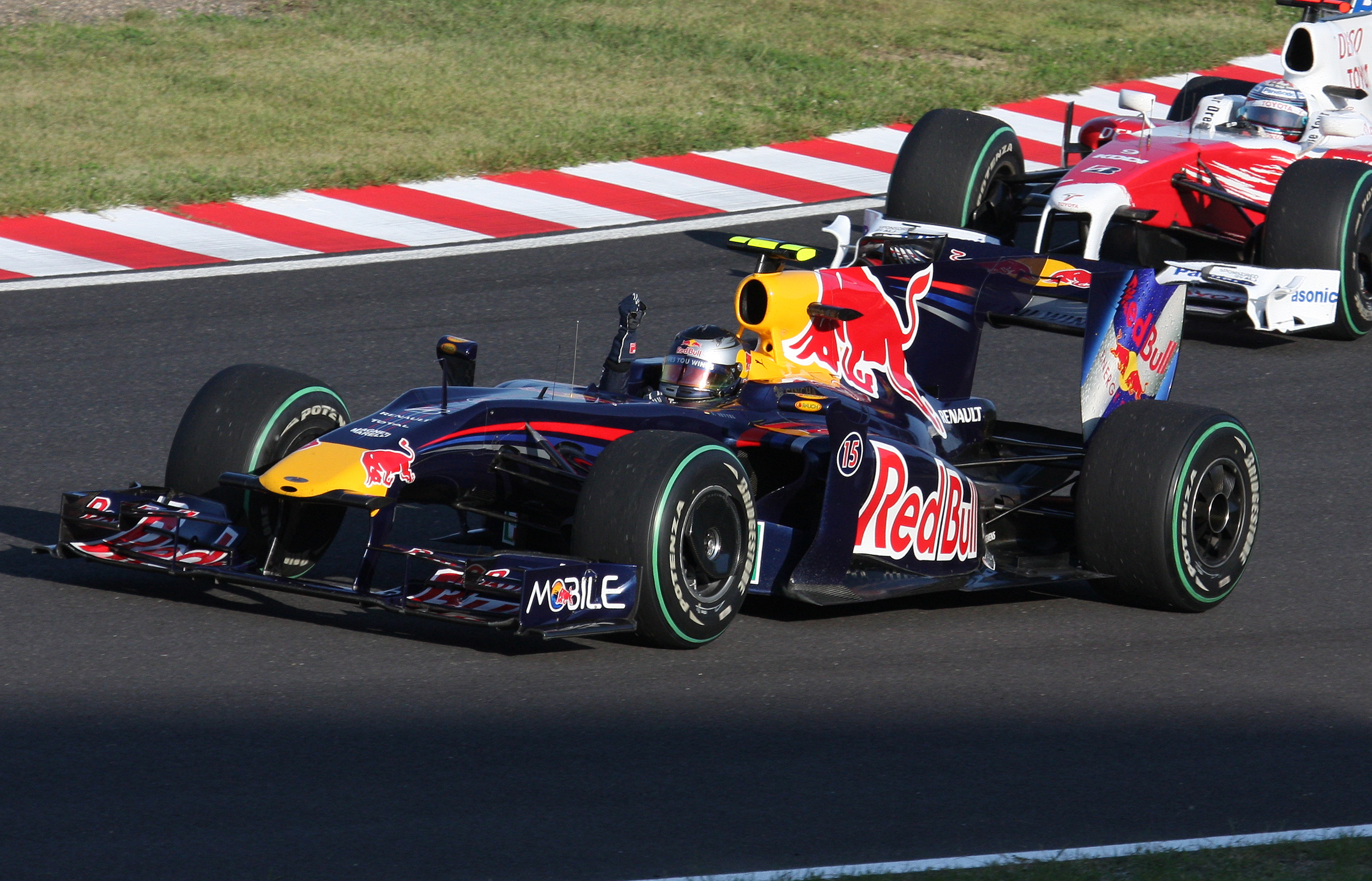
네 번째 우승을 거머쥔 2009년 일본 그랑프리에서의 페텔

2009년 시즌의 시작과 함께 페텔은 은퇴하는 데이비드 쿨싸드를 대신해 레드불 레이싱에 합류하게 되었다. 호주에서 좋은 출발을 보인다. 3 그리드에서 출발하여 레이스 대부분을 2위로 달렸다. 그러나 마지막 랩에서 2위 자리를 두고 로버트 쿠비차와의 충돌로 모두 리타이어 하고 말았다. 페텔은 세이프티 카 뒤에서 몇 포인트라도 얻고자 세 개의 휠로 레이스를 마무리 하려 노력했지만 결국에는 머신을 세우고 말았다. 페텔은 자신의 사고로 황색기가 뜬 상황에서 추월이 금지되었기 때문에 시도해 볼 만 하다고 생각했다. 그러나 대신에 베펠은 다음 경기에서 10 그리드 페널티를 받았고 팀도 드라이버에게 손상이 발생했음에도 트랙에 남아있으라고 지시한 이유로 벌금을 물게 되었고 최종 순위는 13위로 결정되었다. 말레이시아에서 페텔은 3위로 퀄리파잉을 마쳤지만 지난 레이스에서 받은 10 그리드 페널티로 13 그리드에서 레이스를 시작하였다. 레이스에서는 8위로 달리던 중 기후 상황으로 레이스가 중단되기 바로 전에 크게 스핀을 했고 이후 15위로 최종 순위가 결정되었다. 그러나 중국에서 페텔은 폴 포지션을 잡았고 이것은 레드불 레이싱 팀에 첫 폴이었다. 그리고 팀메이트 마크 웨버를 제치며 레이스에서 우승한다. 이것 또한 팀의 첫 우승이자 첫 원-투 피니시였다. 21세 287일의 나이로 페텔은 두 개의 다른 팀에서 우승을 기록한 최연소 드라이버가 되었다. (2008년 이탈리아 그랑프리에서 토로로쏘팀으로 우승함)
바레인 그랑프리에서 페텔은 3 그리드에서 출발해 젠슨 버튼에 이어 2위로 결승선을 통과했다. 스페인에서는 2위로 퀄리파잉을 마쳤고 레이스에서는 3위인 팀메이트 마크 웨버에 이어 4위를 기록한다. 페텔은 영국에서 폴포지션과 우승을 모두 가져간다. 페텔의 홈 그랑프리인 독일에서 4 그리드에서 출발해 첫 그랑프리 우승의 기쁨을 안은 팀메이트 웨버에 이어 2위를 기록한다. 헝가리에서 페텔은 2 그리드에서 출발했지만 첫 랩에서 키미 래이쾨넨과의 접촉이 머신에 이상을 가져와 30 랩에서 리타이어 하고 말았다.
유럽 그랑프리에서 페텔은 4 그리드에서 출발했지만 엔진 문제로 리타이어 하게 된다. 이 주말 동안 페텔은 두 번의 엔진 이상을 보였고 RB5의 신뢰성 문제가 대두되기 시작했다. 스파에서 페텔은 3위로 결승선을 통과했다. 그리고 몬짜에서는 힘겹게 달리며 우승을 했던 그랑프리에서 8위로 들어오게 된다. 싱가포르에서는 2위로 퀄리파잉을 마쳤으나 피트레인에서의 과속으로 드라이브-쓰루 페널티를 받았고, 연석에 디퓨저가 훼손되어 힘겹게 4위에 올랐다. 일본에서는 폴포지션과 모든 랩에서 선두를 지키며 우승을 가져갔다. 패스티스트 랩만을 기록하지 못했는데, 팀메이트 마크 웨버가 마지막 랩에서 페텔보다 0.002초 빠른 시간을 기록하며 패스티스트 랩을 가져갔다. 페텔은 2011년 인도 그랑프리에서 마침내 그랜드 슬램을 달성하게 된다.
2009년 브라질 그랑프리에서 페텔은 비가 온 퀄리파잉 세션을 16위로 마친다. 라이벌인 젠슨 버튼은 14 번째, 루벤스 바리첼로는 첫 번째, 팀메이트 웨버는 두 번째, 아드리안 수틸은 세 번째 그리드에 서게 된다. 페텔은 타이틀의 가능성을 놓치지 않기 위해서는 레이스에서 최소한 2 위로 들어와야 했다. 그러나 버튼에게 뒤진 4위로 레이스를 마치며 버튼에게 챔피언십을 내주고 두 번째 자리를 차지하게 된다. 페텔은 아부다비 그랑프리에서 우승하며 공식적으로 챔피언십에서 2위에 오르게 된다. 또한 시즌의 세 번째 패스티스트 랩을 기록하면서 팀메이트 웨버와 같은 수준에 오르게 된다. 하지만 페텔이 두 번째 패스티스트 랩을 더 많이 갖고 있었기 때문에 페텔이 2009년 DHL 패스티스트 랩 어워드를 수상하였다.

#### 2010

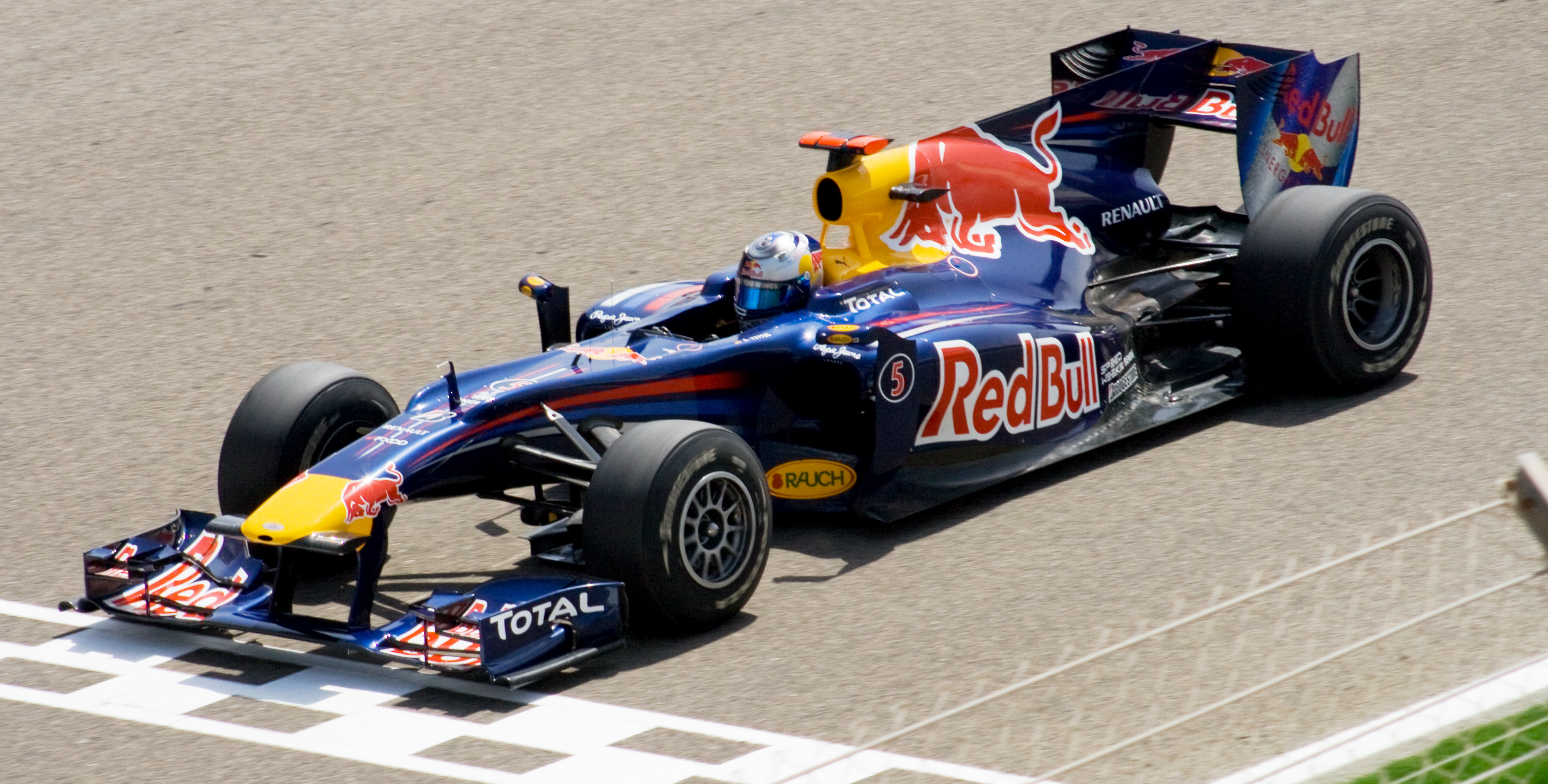
시즌 첫 폴포지션을 차지한 2010년 포뮬러 원 바레인 그랑프리에 레드불 레이싱소속으로 참가한 페텔

페텔은 2010년에도 계속해서 레드불과 함께 한다. 그리고 바레인에서 시즌 첫 폴 포지션을 가져간다. 페텔은 레이스 대부분을 선두로 달렸지만 스파크-플러그의 이상으로 랩타임이 쳐지기 시작했고 그 결과 두 페라리와 루이스 해밀턴의 맥라렌 머신이 그를 지나쳐 갔다. 로즈버그가 그의 자리를 위협하기도 했지만 결국 4위로 경기를 마친다.
호주에서 페텔은 GPDA(Grand Prix Drivers’ Association)의 디렉터로 선출된다. 호주에서 페텔은 팀메이트 마크 웨버를 앞서며 연속해서 폴포지션을 가져갔지만 레이스에서 선두를 달리던 도중 휠 넛을 잃으며 스핀을 한다. 말레이시아에서 페텔은 2010년 시즌에 첫 우승을 차지한다. 레드불은 2위의 마크 웨버와 함께 시즌 첫 원-투 피니시에 성공한다.
페텔은 중국에서도 폴포지션에 성공해 웨버와 나란히 레이스를 시작한다. 웻 컨디션에서 시작된 레이스에서 페르난도 알론소가 훌륭한 스타트를 했고, 웨버도 페텔을 추월해 페텔은 스타트에서 3위까지 밀린다. 비가 계속해서 내리면서 웨버와 페텔은 동시에 피트스탑을 했고 순위는 중위권으로 떨어지게 되었다. 페텔은 천천히 순위를 회복하면서 웨버에 앞선 6위로 경기를 마쳤다.
스페인에서 페텔은 퀄리파잉에서 웨버를 앞서며 2 그리드에서 레이스를 시작했다. 마지막 8 랩 동안 브레이크에 큰 문제가 있었음에도 페텔은 해밀턴이 2랩을 남기고 사고를 낸 후 3위로 올라 경기를 마쳤다.
모나코에서는 웨버가 퀄리파잉에서 페텔을 앞선다. 레이스에서 페텔은 시작과 함께 쿠비차를 추월하여 2위 자리를 지킨다. 모나코에서 레드불은 원-투 피니시를 했다. 이 레이스 후 두 레드불 드라이버는 드라이버 챔피언십에서 똑 같은 포인트를 갖게 된다. 그리고 총 우승 횟수에서 웨버가 앞서 챔피언십 경쟁에 선두에 선다. 터키에서 페텔은 3 위로 퀄리파잉을 마쳤다. 웨버는 첫 번째 그리드에서 레이스를 시작했고, 페텔은 스타트와 동시에 2 그리드의 해밀턴을 추월해 순위를 한 단계 끌어올리지만 첫 랩에서 다시 해밀턴에게 추월 당한다. 레드불과 맥라렌의 드라이버들이 1위에서 4위까지를 차지하며 레이스를 진행해 갔다. 그러나 40 랩에서 페텔이 웨버를 턴12에서 추월하려 시도하면서 팀메이트들 간에 충돌이 발생했다. 그 결과 페텔은 레이스를 도중에 끝내야만 했고 챔피언십 경쟁에서 5위로 밀려나게 된다. 웨버는 선두를 놓쳤지만 포디움의 마지막 자리는 지켜냈다. 두 드라이버는 모두 충돌에 대한 책임을 받아들이지 않았다. 유럽 그랑프리에서 페텔은 폴포지션을 잡았고 레이스 시작부터 끝까지 선두를 지키며 시즌 두 번째 승리를 올렸다.

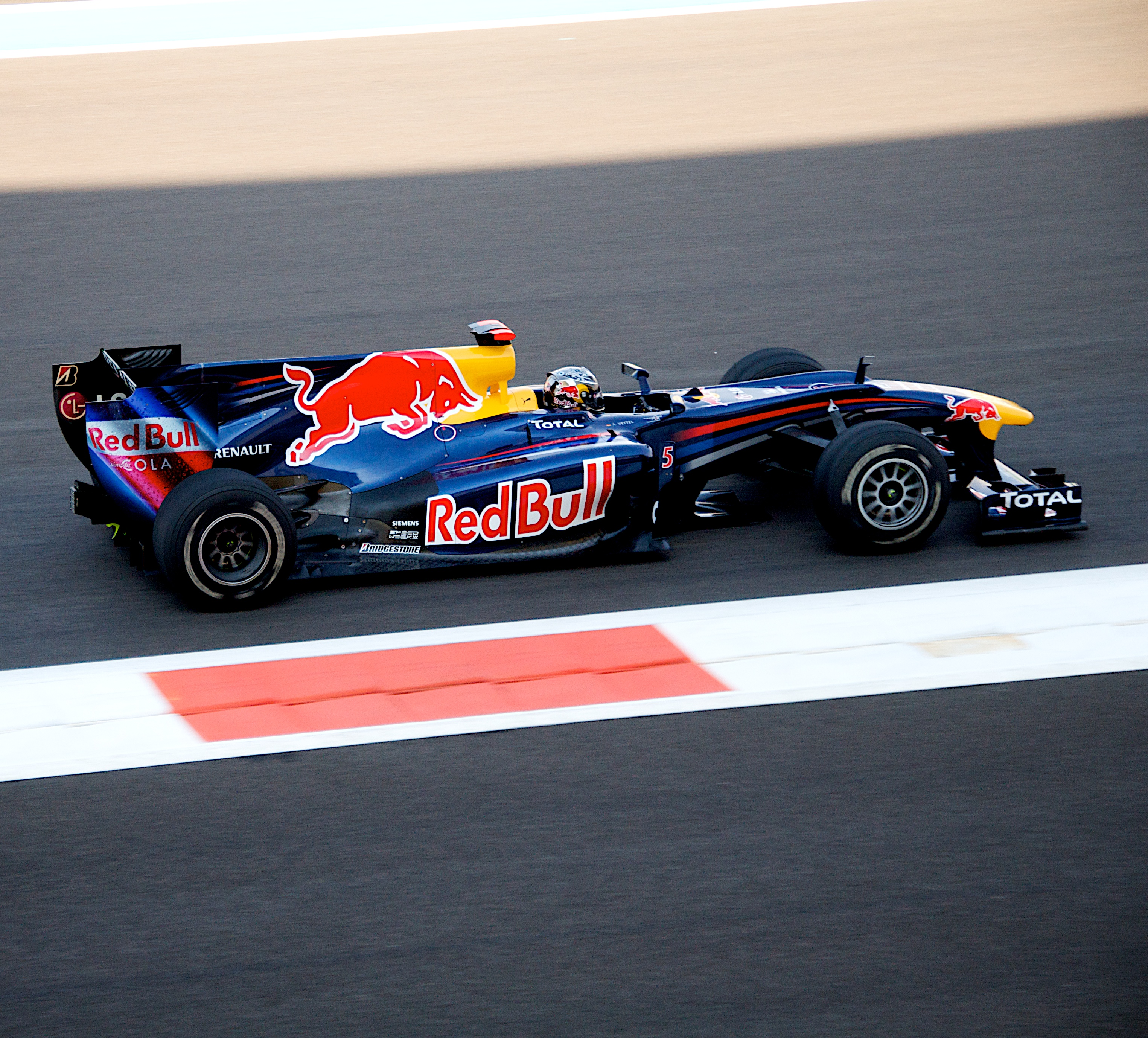
2010년 아부다비 그랑프리에서 페텔은 폴포지션과 함께 우승을 가져가면서 월드 챔피언 타이틀을 확정했다.

실버스톤에서 페텔과 웨버의 머신은 새 디자인의 프론트 윙을 장착하였다. 페텔의 프론트 윙이 세 번째 연습 세션에서 파손되었고, 웨버의 머신에서 새 프론트 윙을 떼어내 페텔의 머신에 달았다. 페텔은 팀메이트를 앞서며 폴포지션을 확보했지만 레이스의 첫 번째 랩에서 트랙을 벗어나며 타이어에 펑쳐가 나며 순위가 밀리게 된다. 웨버는 우승을 차지했고 페텔은 끝까지 싸워내며 7위로 경기를 마무리했다. 독일에서 페텔은 0.002초 차이로 폴포지션을 가져간다. 레이스에서는 스타트에서의 부진으로 페라리의 알론소와 마사에 이어 3위로 피니시했다. 헝가리에서 세이프티 카 상황에서 앞서 가던 팀메이트 웨버의 차량과 과도하게 간격을 벌려 드라이브-쓰루 페널티를 받았고 경기는 3위로 마무리했다. 벨기에에서는 거친 레이스를 펼쳤다. 버튼을 추월하려는 과정에서 버튼의 머신을 추돌했고, 그 결과 버튼은 리타이어 하게 되었다. 페텔은 피트를 한 후 계속해서 경기를 했지만 같은 곳에서 리우찌를 추월하는 도중에 타이어에 펑쳐가 나게 되고 그 상태로 남은 랩을 소화하며 15위에 오르며 호주와 터키에서의 리타이어에 이은 시즌 최악의 피니시를 기록한다. 몬짜에서 엔진 이상을 겪으며 4위로, 싱가포르에서는 레이스 대부분을 알론소에게 막혀 2위로 골인한다. 페텔은 챔피언십에서는 버튼을 따돌리며 4위에 오른다. 일본에서는 페텔은 연습 세션을 지배하였다. 엄청난 비와 폭풍이 예보되면서 퀄리파잉은 일요일로 연기되었고, 페텔은 팀메이트 웨버를 앞서며 폴포지션을 차지하였고 시작부터 선두를 지키며 우승을 가져간다. 23세 98일의 나이로 페텔은 같은 트랙에서 두 번의 우승을 한 최연소 드라이버가 된다. 페텔은 스즈카에서 열린 2009년 일본 그랑프리에서도 우승을 한 경험이 있다. 최초의 한국 그랑프리에서 페텔은 폴포지션을 차지하고 45 랩까지 선두를 유지했지만 엔진 이상으로 완주를 하지 못하였고 우승은 알론소에게 돌아갔다.
브라질 그랑프리에서 페텔은 2 그리드에서 출발했지만 첫 번째 코너에서 선두로 나섰고 끝까지 선두를 지키며 우승을 하였다. 웨버와 알론소가 각각 2위와 3위로 들어오면서 페텔은 월드 챔피언십 경쟁에서 알론소에게는 15 포인트, 웨버와는 7 포인트 뒤진 채로 마지막 그랑프리를 맞이하게 된다. 브라질에서 원-투 피니시로, 페텔과 웨버는 레드불 레이싱에게 첫 번째 포뮬러 원 월드 컨스트럭터 챔피언십을 안겨준다. 페텔은 아부다비에서 폴포지션과 우승을 가져가면서 첫 번째 드라이버 챔피언십을 쟁취한다. 그리고 역대 최연소 월드 챔피언이 된다. 포뮬러 원 역사상 시즌 동안 한 번도 챔피언십 경쟁에서 선두가 아니었던 드라이버가 월드 챔피언이 된 것은 1976년 시즌의 제임스 헌트(James Hunts) 이후 처음이다.

#### 2011
2011년에도 레드불 레이싱에서 활동하고 있는 페텔은 일본 그랑프리에서 드라이버 챔피언십 포인트 1위를 확정하고 2년 연속 드라이버 챔피언십 우승을 하면서 최연소 더블 드라이버 챔피언십 우승 기록(만 24세 106일, 전 기록 페르난도 알론소)을 경신했다.

#### 2012
2012년에서는 전반기동안 페르난도 알론소가 상당히 앞서 있었지만 베텔은 꾸준히 포인트 피니쉬에 성공하였고 싱가포르 그랑프리에서부터 인도 그랑프리까지 4경기 연속 1위를 하며 후반기들어 단한번도 1위를 하지 못하던 페르난도 알론소를 제치는데 성공하였고 마지막 라운드인 브라질 그랑프리에서 드라이버 챔피언십과 팀의 컨스트럭터 챔피언십까지 확정을 지으며 3년 연속 월드챔피언 왕좌에 오르게 되었다.

### 페라리 (2015-2020)

#### 2017
2017년에는 개막전인 오스트레일리아 그랑프리를 비롯해 바레인 그랑프리 등에서 우승하며 드라이버 챔피언십 선두로 나섰으나, 영국 그랑프리에서는 마지막 랩에서 타이어 파열로 리타이어하였다. 폴 포지션을 차지한 싱가포르 그랑프리에서는 그의 팀메이트인 키미 라이코넨, 막스 페르스타펀과 첫 번째 랩에서 사고가 나며 5위로 출발한 루이스 해밀턴에게 우승을 내주었고, 뒤이은 말레이시아 그랑프리 예선에서 터보의 결함으로 20위에서 출발해 4위로 마쳐 또다시 루이스 해밀턴에게 우승을 내주었다. 일본 그랑프리에서는 2위로 출발, 터보 결함으로 6랩에서 리타이어하였다. 챔피언십 결정전이 된 멕시코 그랑프리에서 4위, 해밀턴은 9위로 드라이버 챔피언십 57포인트 차이로 루이스 해밀턴이 자신의 네 번째 월드 챔피언을 확정지었다.

## 같이 보기
- 포뮬러 원
- 후안 마누엘 판히오